# 森続磨
森 続磨（もり つぐま、文政12年（1829年）- 明治19年（1886年）1月17日）は、幕末の赤穂藩家老。赤穂郡初代郡長。
父は森家家臣森可久。母は先々代森可貞の長女千賀。幼名大鋸太郎。通称続之丞。初名可則。
安政3年（1856年）、父可久の隠居により家督を相続する。禄高200石。藩主嫡子森忠弘や勘定奉行鞍懸寅次郎らと藩政改革を行ったが、忠弘の死と森主税ら上級藩士の反対により挫折し、藩主継嗣問題も絡んで蟄居処分となる。代わって藩政を握った家老の森主税と参政村上真輔が文久2年（1862年）、西川升吉ら下級藩士に暗殺されると、再び藩政を主導した。主税と真輔の遺族に仇討ちを禁じたが、明治4年（1871年）、高野山で暗殺者6人は真輔の遺児らによって殺害されている（高野の仇討ち）。
1878年（明治11年）に郡区町村編制法が制定されると、赤穂郡の初代郡長となった。明治19年1月17日没。享年58。
息子の森十司は、姫路市錦町で眼科医を営んだ。